# Canal 7 (Bahía Blanca)
El Canal 7 de Bahía Blanca es un canal de televisión abierta argentino afiliado a El Trece que transmite desde la ciudad de Bahía Blanca. El canal se llega a ver en parte del sudoeste de la provincia de Buenos Aires. Es operado mayoritariamente por el Grupo Clarín a través de Artear.

## Historia
El 10 de octubre de 1963, mediante el Decreto 9089, el Poder Ejecutivo Nacional adjudicó a la empresa Telba Teledifusora Bahiense S.A. (en ese entonces en proceso de formación y conformada por 10 personas) una licencia para explotar la frecuencia del Canal 7 de la ciudad de Bahía Blanca, provincia de Buenos Aires.
La licencia inició sus transmisiones regulares el 4 de febrero de 1966 como LU 81 TV Canal 7 de Bahía Blanca, luego de transmitir de forma experimental durante aproximadamente 4 meses.
En 1980, Canal 7 comenzó a emitir programas en color; como consecuencia de este cambio, el canal se llamaba Teledifusora Bahiense Color.
El 12 de noviembre de 1982, mediante el Decreto 1207, el Poder Ejecutivo Nacional renovó la licencia conferida del Canal 9.
El 31 de octubre de 1984, mediante la Resolución 836, el Comité Federal de Radiodifusión autorizó al Municipio del partido de Patagones a instalar una repetidora en Carmen de Patagones asignándole el canal 5 en la banda de VHF.
Entre 1994 y 1996, los entonces accionistas de Teledifusora Bahiense (licenciataria de Canal 7), Luis María Arano, Elsa Morel y Marcelo Bandeira cedieron el 90% del paquete accionario de la empresa a Imagen del Trabajo S.A. y el 10% a Carlos D'Amico.
El 11 de noviembre del 2000, la empresa Arte Radiotelevisivo Argentino (subsidiaria del Grupo Clarín) adquirió Teledifusora Bahiense mediante la compra del porcentaje que pertenecía a Carlos D'Amico y la adquisición del paquete accionario de Imagen del Trabajo S.A. (absorbida por Artear el 9 de octubre de 2003). El 27 de noviembre de 2007, Artear cedió 1 acción de la licenciataria de Canal 7 a GC Minor (otra subsidiaria de Clarín). La transferencia de las acciones de Teledifusora Bahiense a Artear y a GC Minor fue aprobada el 5 de abril de 2016.

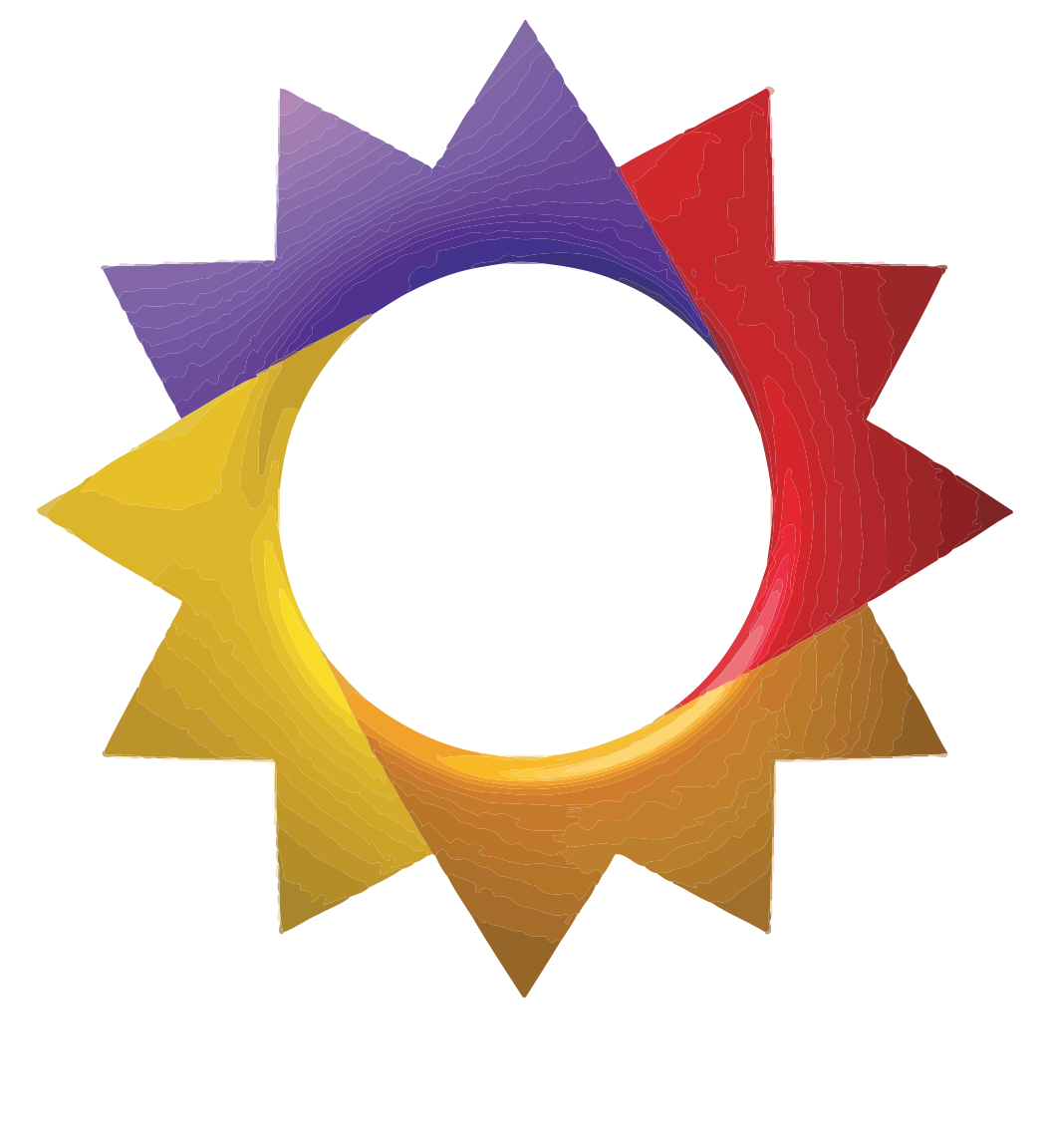
Logo utilizado por Canal 7 entre 2008 y 2012.

El 8 de noviembre de 2011, la Autoridad Federal de Servicios de Comunicación Audiovisual, mediante la Resolución 1662, autorizó al Canal 7 a realizar pruebas en la Televisión Digital Terrestre bajo el estándar ISDB-T (adoptado en Argentina mediante el Decreto 1148 de 2009). Para ello se le asignó el Canal 36 en la banda de UHF.
El 4 de noviembre de 2013, el Grupo Clarín presentó su plan de adecuación voluntaria ante la Autoridad Federal de Servicios de Comunicación Audiovisual con el fin de adecuarse a la Ley de Servicios de Comunicación Audiovisual, donde, entre otras, propuso poner en venta el paquete accionario la licenciataria de Canal 7. El plan fue aprobado el 17 de febrero de 2014. El 30 de junio, los accionistas de Clarín, en Asamblea General Extraordinaria, aprobaron la venta de Teledifusora Bahiense y de la licencia a Francisco Alejo Quiñonero (socio de Artear en el Canal 12 de Córdoba) por $5 millones. Sin embargo, en octubre de ese año, la AFSCA dio marcha atrás con la aprobación de la adecuación voluntaria, y como consecuencia se decidió avanzar con la adecuación de oficio, debido a supuestas irregularidades que había debido a que habían socios cruzados entre los asignatarios de ciertas licencias y unidades. El 31 de octubre, el juez federal civil y comercial Horacio Alfonso dictó una media precautelar que suspendió la adecuación de oficio; el 10 de diciembre fue dictada la cautelar por 6 meses y en junio de 2015 fue renovada por otros 6 meses más. El 29 de diciembre de 2015, mediante el Decreto 267/2015 (publicado el 4 de enero de 2016), se realizaron cambios a varios artículos de la ley (entre ellos el Artículo 45, que indicaba que el licenciatario no podía ser controlante o partícipe de más de 10 licencias de medios de comunicación abiertos en el país, y que tampoco podía cubrir con sus medios de comunicación abiertos más del 35% de la población del país); a raíz de la ampliación del número de licencias autorizadas que puede poseer una empresa a 15 y de la eliminación del porcentaje límite de cobertura nacional, Clarín ya no tenía obligación de vender Canal 7 ni ninguna otra licencia. A raíz de los cambios, el Grupo Clarín, en enero de 2016, decidió suspender su plan de adecuación. El 2 de febrero, el Ente Nacional de Comunicaciones (sucesora de la AFSCA) decidió archivar todos los planes de adecuación (incluyendo el de Clarín); como consecuencia de esto, el Grupo Clarín ya no tiene obligación de vender ninguna de sus licencias.
El 31 de marzo de 2015, la Autoridad Federal de Servicios de Comunicación Audiovisual, mediante la Resolución 236, le asignó a Canal 7 el Canal 28.1 para emitir de forma regular (en formato HD) en la Televisión Digital Terrestre.
El 14 de marzo de 2019, Teledifusora Bahiense suscribió un acuerdo con su matriz Artear (que para el año 2017 estaba conformado por el Grupo Clarín, su subsidiaria AGEA y la sucesión de Alberto Gollán) en el que la segunda absorbería a su subsidiaria con efecto al 1 de enero de dicho año. Dicho acuerdo fue aprobado por las asambleas de ambas empresas el 22 de abril.
El 25 de diciembre de 2023, se desplomó parte del techo de un estudio tras el temporal que se registró el pasado 16 de diciembre en Bahía Blanca. Se trata de una de las dependencias donde funcionaba la redacción y el archivo de Canal 7, ubicado en Blandengues 225. A raíz de lo sucedido, las autoridades del canal suspendieron la salida al aire de sus noticieros. Cuatro días después de ese incidente, el 29 de diciembre del mismo año, un sector del Barrio Palihue fue evacuado por peligro de caída de la antena ubicada entre León de Iraeta y Las Golondrinas, la misma tiene 150 metros de altura y estaba dañada a los 100 metros. Desde el 30 de diciembre al 3 de enero de 2024 se realizaron las tareas de montaje, ajuste de piezas de refuerzo y soldadura para asegurar la estructura dañada. El municipio bahiense emitió un comunicado de que la antena ya no corre riesgo de colapso, por lo tanto las familias evacuadas ya podían volver a sus hogares con seguridad. Pese a que se remedió el peligro de colapso el intendente de Bahía Blanca Federico Susbielles, anunció que el gobierno local se encuentra supervisando el desmonte para la relocalización de la antena.
Desde el día 20 de febrero de 2024, el canal comenzó oficialmente a emitir su señal en la TDA, cubriendo la ciudad de Bahía Blanca y alrededores, haciendo uso del canal 28.1, previamente asignado.

## Programación
Actualmente, parte de la programación del canal consiste en retransmitir parte de los contenidos del Canal 13 de Buenos Aires (cabecera de la cadena Artear/El Trece).
La señal también posee programación local, entre los que se destacan los noticieros locales (Sietemundo y Bahía en síntesis). Jugando por un sueño (programa de fútbol), Adultos activos (interés general), Un día en la vida (programa cultural), En carrera (programa de automovilismo), Magazine bahiense (programa dominical) y Matices portuarios (interés general).

## Servicio informativo
El canal posee un servicio informativo con principal enfoque en las noticias locales y regionales. Actualmente posee dos noticieros que se emiten de lunes a viernes: Sietemundo a las 12:00 y Bahía en síntesis a la medianoche).

## Repetidora
Canal 7 cuenta con una repetidora ubicada en la ciudad de Coronel Dorrego, que emite en el canal 4.